# قاسم‌آباد (اسماعیلی)
قاسم‌آباد روستایی در دهستان گنج‌آباد بخش اسماعیلی شهرستان جیرفت استان کرمان ایران است.

## جمعیت
بر پایه سرشماری عمومی نفوس و مسکن در سال ۱۳۹۵ جمعیت این روستا ۸۲۲ نفر (۲۵۶خانوار) بوده‌است.